# Chuck Daigh
 Chuck Daigh  va ser un pilot de curses automobilístiques estatunidenc que va arribar a disputar curses de Fórmula 1.
Chuck Daigh va néixer el 29 de novembre del 1923 a Long Beach, Califòrnia, Estats Units i va morir el 29 d'abril del 2008 a Newport Beach, Califòrnia.

## A la F1
Va debutar a la segona cursa de la temporada 1960 (l'onzena temporada de la història) del campionat del món de la Fórmula 1, disputant el 29 de maig del 1960 el GP de Mònaco al Circuit de Montecarlo.
Chuck Daigh va participar en sis proves puntuables pel campionat de la F1, disputades totes en la temporada 1960 aconseguint un desè lloc com a millor resultat i no assolí cap punt pel campionat del món de pilots.

## Resultats a la Fórmula 1
| Any  | Equip                      | Xassís | Motor  | 1   | 2       | 3   | 4       | 5       | 6       | 7       | 8   | 9   | 10     | Posició | Punts |
| ---- | -------------------------- | ------ | ------ | --- | ------- | --- | ------- | ------- | ------- | ------- | --- | --- | ------ | ------- | ----- |
| 1960 | Reventlow Automobiles Inc. | Scarab | Scarab | ARG | MON NVQ | 500 | HOL NVS | BEL Ret | FRA NVS |         |     |     | USA 10 | -       | 0     |
| 1960 | Cooper Car Company         | Cooper | Climax |     |         |     |         |         |         | GBR Ret | POR | ITA |        | -       | 0     |

### Resum
| Curses: | Victòries: | Pòdiums: | Poles: | Voltes ràpides: | Punts: |
| ------- | ---------- | -------- | ------ | --------------- | ------ |
| 6       | 0          | 0        | 0      | 0               | 0      |